# Sistema Nordeste de Comunicação
O Sistema Nordeste de Comunicação é um conglomerado de mídia brasileiro que atua no estado da Bahia. A empresa pertence à família Irujo, da qual fazem parte Pedro Irujo (pai), fundador do grupo, e Luiz Pedro Irujo (filho), presidente do grupo.
O Sistema Nordeste de Comunicação é composto por diversas emissoras de rádio, incluindo a Rádio Cruzeiro e a Itapoan FM, ambas localizadas em Salvador, além da Nordeste FM e Rádio Subaé situadas em Feira de Santana. O grupo também possui a Serrana FM em Dias d'Ávila, a Paraguassú FM em Cachoeira e a Santo Amaro FM em Santo Amaro.
Entretanto, já fizeram parte empresas como a Rádio Sociedade da Bahia, TV Itapoan (na época retransmitia o SBT), o jornal Bahia Hoje, Rádio de Ipiaú (Educadora AM), Jequié (Bahiana AM), Serrana FM de Jacobina, entre outros.[carece de fontes?]

## Empresas
- Itapoan FM (97,5 MHz, Salvador)